# Amarildo
Amarildo Tavares da Silveira, bekannt als Amarildo (* 29. Juni 1939 in Campos dos Goytacazes), ist ein ehemaliger brasilianischer Fußballspieler und -trainer. Der Fußballweltmeister von 1962 hatte auch Erfolge mit italienischen Vereinen. Seit dem Tod von Mário Zagallo am 5. Januar 2024 ist er der letzte noch lebende Spieler der Weltmeistermannschaft 1962 sowie der älteste noch lebende Torschütze in einem WM-Finale.

## Leben und Wirken
Der Stürmer Amarildo spielte zu Beginn seiner Karriere 1958 kurz für den CR Flamengo aus Rio de Janeiro, ehe er sich für vier Jahre dem Verein aus dem Nachbarviertel Botafogo FR anschloss. In seiner Zeit bei Botafogo gewann er im Zusammenspiel mit Garrincha, Nílton Santos, Didi, Mário Zagallo und weiteren Größen brasilianischer Fußballhistorie zwei Mal die Staatsmeisterschaft von Rio de Janeiro – wobei er 1961 mit 18 Treffern Torschützenkönig wurde – sowie 1962 das Rio-São Paulo Turnier, wo er mit acht Toren Torschützenkönig wurde. Für Botafogo erzielte Amarildo insgesamt 136 Tore in 231 Spielen.

### Weltmeisterschaft 1962
Mit diesen Leistungen qualifizierte Amarildo sich auch für die Fußball-Weltmeisterschaft 1962 in Chile. Trainer Vicente Feola nahm ihn als Ersatzspieler mit. Die Stammposition war durch Pelé besetzt. Brasilien gewann sein Auftaktspiel mit 2:0 gegen Mexiko. Im zweiten Spiel reichte es nur zu einem 0:0-Unentschieden, doch schlimmer wog in den Augen vieler, dass sich Pelé in diesem Spiel einen Muskelfaserriss zuzog, der ihn für den Rest des Turnieres außer Gefecht setzen sollte. Damit war die große Chance für den noch nicht ganz 23-jährigen Amarildo gekommen. Im 4-3-3 System der Brasilianer wurde er als Rechtsaußen in der Offensivreihe neben Vavá und Mário Zagallo eingesetzt. Im dritten und letzten Gruppenspiel stand Spanien auf dem Programm. Hier durfte Brasilien gegen die nominell recht starken Spanier, die mit zahlreichen Spielern der europäischen Spitzenmannschaft Real Madrid im Aufgebot antraten nicht verlieren, da sie sonst ausgeschieden wären. Nach 35 Minuten gingen die Iberer durch den Mittelfeldspieler Adelardo Rodríguez mit 1:0 in Führung. Die Brasilianer mussten bis zur 72. Minute warten, bis Amarildo den Ausgleich schaffte. Eine knappe Viertelstunde später war es erneut Amarildo, der alles klarmachte und mit einem Kopfball den 2:1-Endstand herstellte. Amarildos erster Einsatz in einem WM-Spiel war damit ein voller Erfolg.
Im Viertelfinale besiegte Brasilien England mit 3:1 und ein 4:2 gegen Chile brachte den Titelverteidiger erneut ins Finale. Hier wartete wiederum die Tschechoslowakei, die mit ihrer starken Abwehrreihe bereits in der Gruppenphase ein unbequemer Gegner war. Josef Masopust brachte die Tschechoslowaken nach 15 Minuten in Führung und er unterstrich damit seine Leistung, die ihm zum Titel von Europas Fußballer des Jahres verhelfen sollte. Es war erneut Amarildo der – nur zwei Minuten später – den Ausgleich für die Brasilianer erzielte. In der zweiten Halbzeit erzielten Zito und Vavá nach ungewohnten Unsicherheiten des ansonsten während des Turnieres herausragenden Torhüters Viliam Schrojf und sicherten damit die zweite und bislang letzte Titelverteidigung in der Geschichte der Fußballweltmeisterschaft. Der junge Amarildo hatte großen Anteil daran und darf zu den besten Spielern des Turnieres gezählt werden.

### Karriere in Italien
Mitte des Jahres 1963 reiste Botafogo nach Europa, wo Amarildo beim Tournoi International de Paris, einem seinerzeitigen privaten Einladungsturnier, die entscheidenden Treffer zum Turniersieg über RSC Anderlecht und Racing Paris erzielte. Botafogo reiste ohne Amarildo nach Rio zurück, denn dieser transferierte zum frischgekürten Europapokalsieger AC Mailand. In der Serie A wusste der AC Mailand in diesen Jahren wenig zu überzeugen, trotz einer formal guten Offensivreihe zu der auch Amarildos Landsmann Mazzola, der in Italien unter seinem bürgerlichen Namen José Altafini spielte, gehörte. Milan belegte in diesen vier Jahren Plätze im oberen Mittelfeld. Amarildo selbst startete gut. In den ersten beiden Jahren war er in der Torschützenliste mit 14 bzw. 15 Treffern noch weit oben, 1965 war er gar Zweiter, so erzielte er in den folgenden beiden Spielzeiten gerade noch jeweils zwei Tore. 1967 erzielte er aber im Finale des Italienischen Pokals in Rom gegen Padova zu Beginn der zweiten Halbzeit den Siegtreffer zum 1:0. Nach diesem Erfolg zog Amarildo weiter zur AC Florenz, während die Mailänder sich anschickten den Europapokal der Pokalsieger zu gewinnen.
Beim neuen Verein steigt Amarildos Treffsicherheit wieder etwas und 1969 durfte er aber mit der AC Florenz die italienische Fußballmeisterschaft feiern – für die Florentiner war das der zweite und bislang letzte Meistertitel. Nachdem er in seiner dritten Saison bei der Fiorentina gleich drei Mal des Feldes verwiesen wurde, wechselte er 1970 in die Hauptstadt zum AS Rom und erreichte Platzierungen im oberen Mittelfeld. Nach 202 Spielen in der Serie A mit 58 Toren und für einen Offensivspieler ungewöhnlichen neun Feldverweisen verließ er Italien nach der 1971/72 Saison einstweilen und kehrte nach Brasilien zurück, wo er sich dem CR Vasco da Gama anschloss. 1974 beendete er dort mit dem Gewinn der brasilianischen Meisterschaft seine Spielerkarriere.

### Trainer
Anschließend wurde er Trainer. Er arbeitete hier unter anderem in Tunesien und den Vereinigten Arabischen Emiraten. 1990 bis 1992 war er bei seinem früheren Club AC Florenz Assistenztrainer von Sebastião Lazaroni. Zudem trainierte er noch einige weniger bedeutenden italienische Vereine.
Der zuletzt in Florenz lebende Amarildo kehrte 2007 nach Rio de Janeiro zurück. Schon bald beklagte er den Niedergang brasilianischer Ballkunst: „Technik quasi Null“, bemerkte er in einem Interview mit ESPN-Brasilien. Nachdem er ursprünglich Cheftrainer Carlos Roberto de Carvalho beim America FC in Rio de Janeiro als Assistent beiseite stand, beerbte er diesen im Januar 2008 im Amt. Er wurde aber bereits innerhalb einer Woche entlassen, nachdem die Mannschaft in der Staatsmeisterschaft mit 2:4 gegen Volta Redonda FC unterlag.

## Privates
Amarildo trug den Spitznamen der „Besessene“. Verheiratet ist er mit einer Italienerin, mit der er zwei Töchter und einen Sohn hat.

## Statistik

### Nationalmannschaft
- 23 Spiele / 9 Tore

### Vereine
- 1957  Goytacaz FC
- 1958  CR Flamengo
- 1959–1963  Botafogo FR
- 1963–1967  AC Mailand
- 1967–1970  AC Florenz
- 1970–1972  AS Rom
- 1973–1974  CR Vasco da Gama

- Italien, Serie A: 202 Spiele – 56 Tore – 9 Feldverweise

### Erfolge
- Weltmeister: 1962
- Coppa Italia: 1966/67 mit dem AC Mailand
- Italienischer Meister: 1968/69 mit der AC Florenz
- Torneio Rio-São Paulo: 1962
- Staatsmeisterschaft von Rio de Janeiro: 1961, 1962 (mit Botafogo)
- Meisterschaft von Brasilien: 1974 mit Vasco da Gama

### Trainerstationen
- 1974–1978:  AC Florenz (Jugend)
- 1978–1981:  Botafogo (Jugend)
- 1981–1983:  Sorso Calcio, Sardinien, (5. Spielklasse)
- 1984–1987:  Espérance Sportive Tunis
- 1987–1988:  Rondinella Firenze (4. Spielklasse)
- 1988–1990:  FC Turris 1944, Torre del Greco (4. Spielklasse)
- 1990–1992:  AC Florenz (Assistenztrainer)
- Juli 1992:  Al Ain
- 2007–2008:  America FC, Rio de Janeiro